# 麥卡斯林冰原島峰
85°38′S 140°57′W / 85.633°S 140.950°W
麥卡斯林冰原島峰（英語：McCaslin Nunatak）是南極洲的冰原島峰，位於瑪麗伯德地，處於本德山西端以南9公里，美國地質調查局根據測量和該國海軍的空中照片繪入地圖，現時由南極條約體系管理。